# Lochkov
Lochkov (německy Lochkow) je městská čtvrť a katastrální území a od 24. listopadu 1990 pod názvem Praha-Lochkov také městská část na jihozápadě hlavního města Prahy. Je zde evidováno 18 ulic a 234 adres. Žije zde přes 600 obyvatel.
K Praze byla původně samostatná obec připojena roku 1974 a začleněna do obvodu Praha 5. 24. listopadu 1990 byla ustavena samostatná městská část Praha-Lochkov.

## Pamětihodnosti
- Boží muka v ulici Za Ovčínem. Boží muka z poloviny 19. století mají v čelní straně zaklenutou niku s replikou sošky Panny Marie, jde o kulturní památku.[3] Kaplička je zaznamenána již na mapě stabilního katastru z roku 1840.[4]
- Zámek Lochkov – stejnojmenný zámek přestavěný v 19. století z bývalého panského domu
- Lochkovský profil – národní přírodní památka na západě mezi Lochkovem a Radotínem, mezinárodně významná paleontologické naleziště z doby devonu.
- Ortocerový lůmek – významné naleziště zkamenělin hlavonožců se silurskými usazeninami
- Slavičí údolí – přírodní rezervace na jihu katastru Lochkova
- Lochkovský most – most na trase Pražského okruhu přes Lochkovské údolí; nejvyšší most v Česku
- Na Karlíně - vrch s vyhlídkou na cementárnu v údolí Lochkovského potoka nazvaný na památku návštěvy dánské královny Karoline Amalie na Lochkově.[5]

## Rodáci
- Ossip Schubin (1854–1934), pražská německy píšící spisovatelka

## Okolní čtvrti
Lochkov sousedí na jihu a na západě s Radotínem, na severu se Slivencem a na východě s Velkou Chuchlí.

## Další fotografie

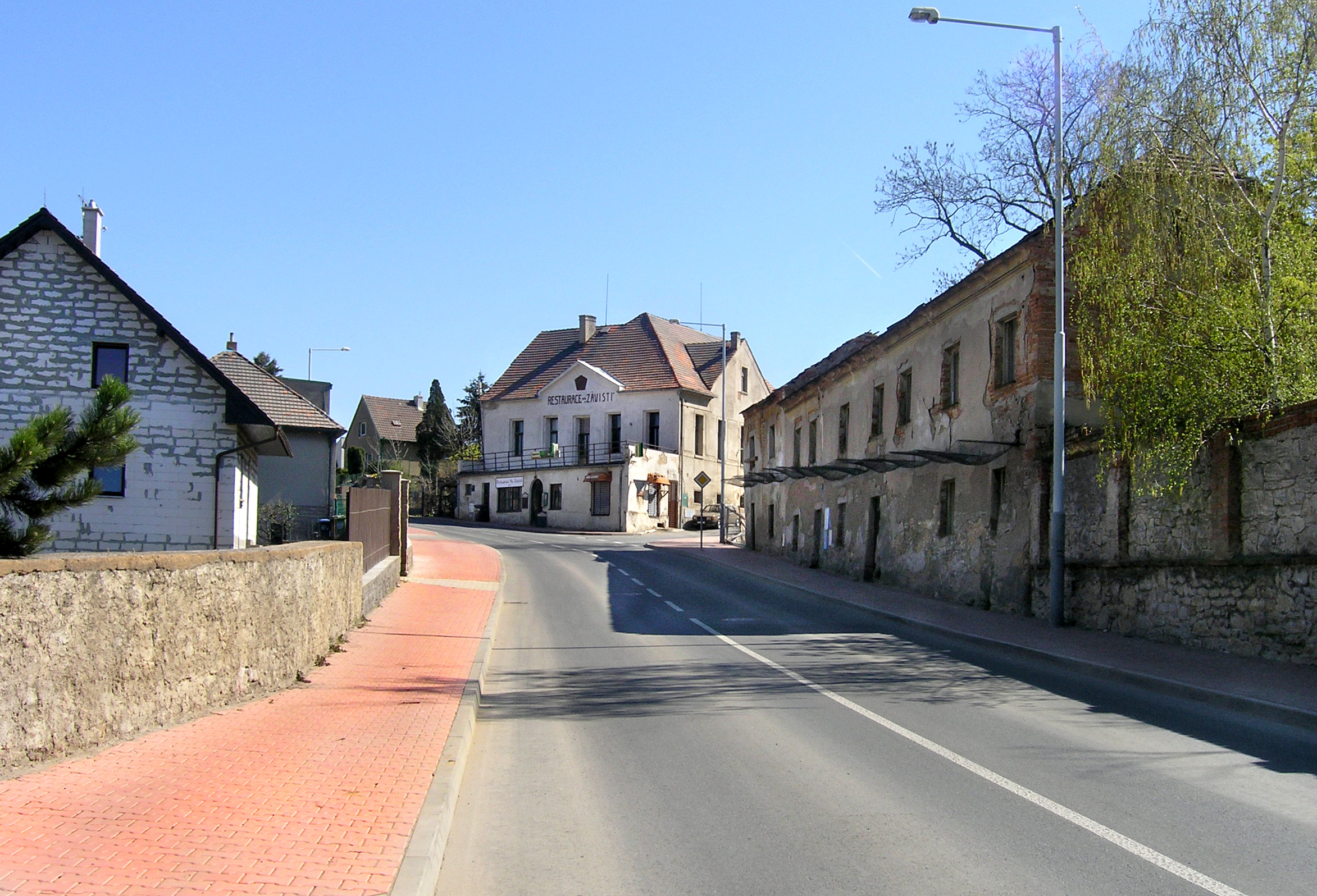
Ulice Za Ovčínem
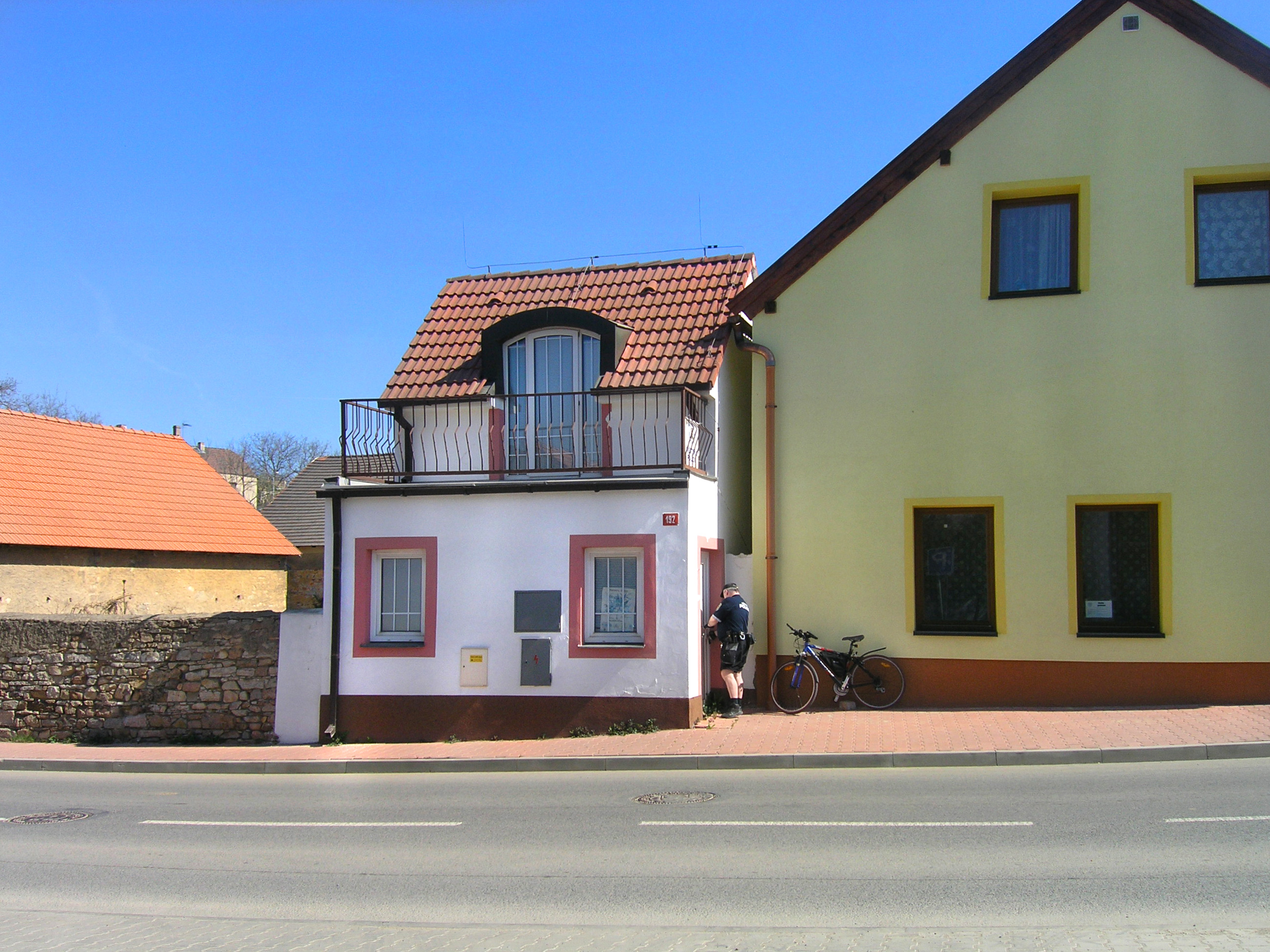
Miniaturní služebna Městské policie
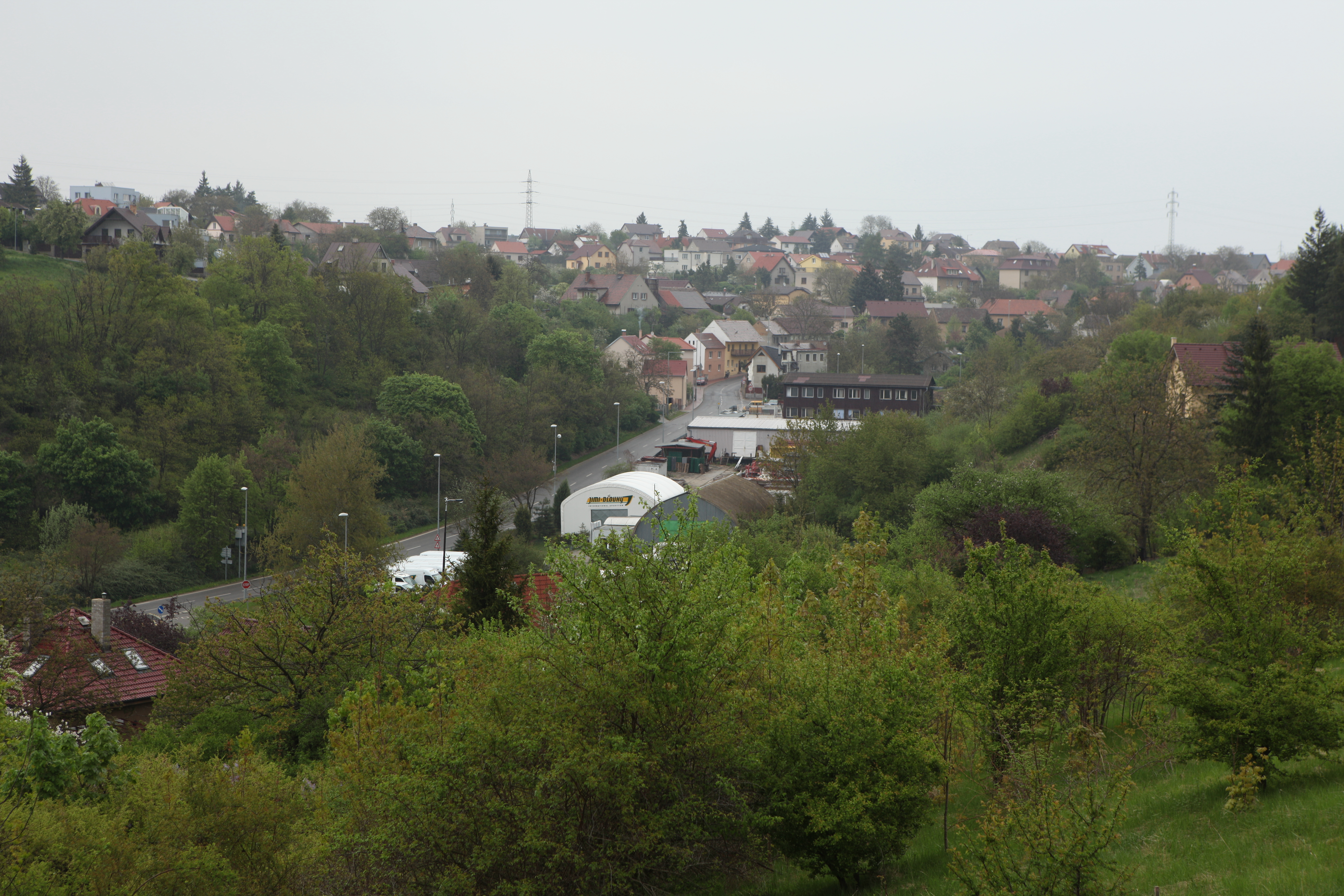
Cementářská ulice se zástavbou v pozadí
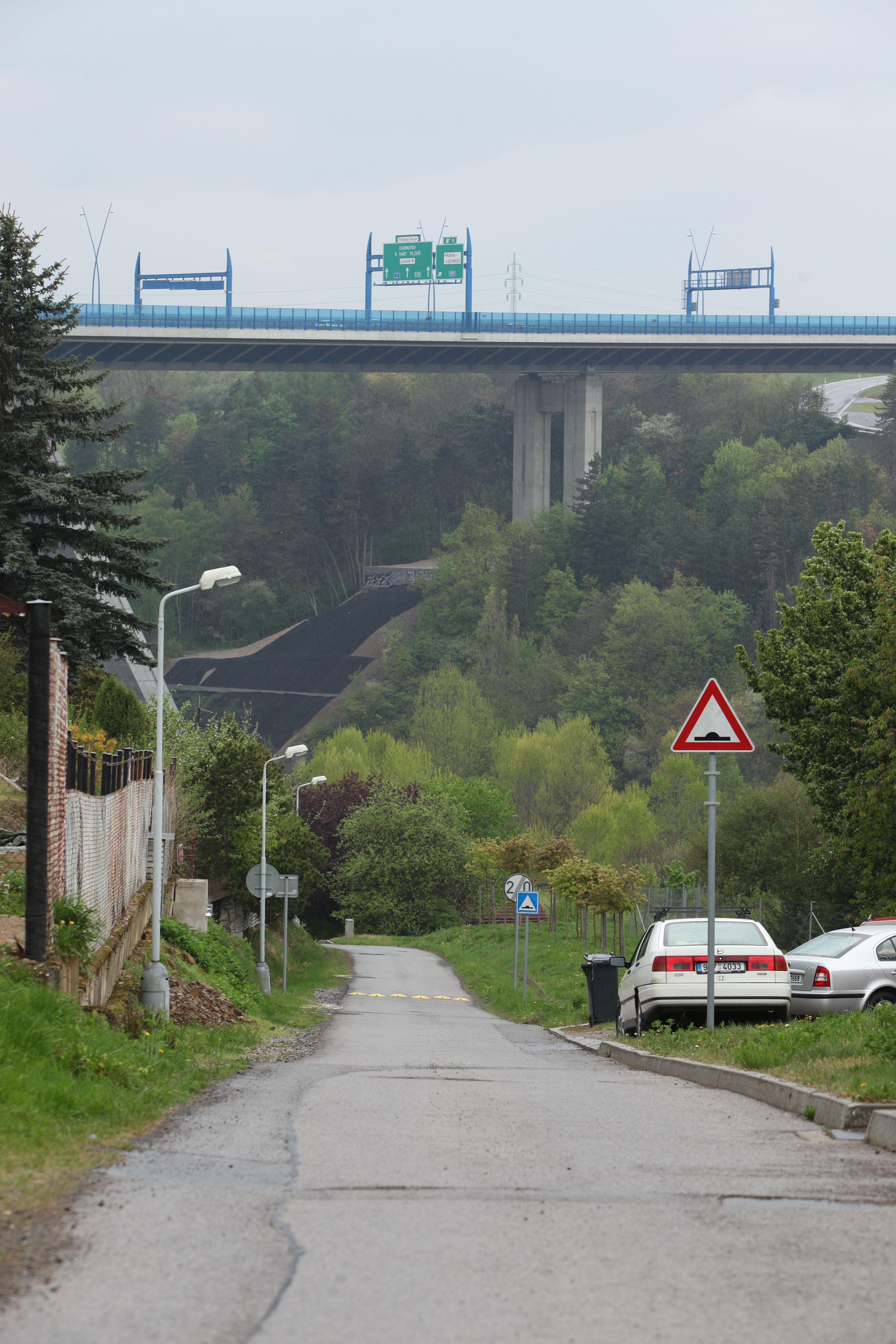
Ulice Na Drážkách a Lochkovský most